# 昭和医療技術専門学校
昭和医療技術専門学校（しょうわいりょうぎじゅつせんもんがっこう）は、東京都大田区中央にある国家資格の臨床検査技師を養成している医療系の専修学校。
厚生労働省の認可校であり、臨床検査技師を養成する昼間3年制の専修学校である。かつては、歯科衛生士科も存在していたが、現在は、臨床検査技師科のみとなっている。現在の理事長・校長は山藤賢である。

## 沿革
- 1980年（昭和55年）　臨床検査技師養成校として、前身である「昭和医療技術専門学院」を港区南麻布に創立。
- 1988年（昭和63年）　現在地の大田区中央に移転し、現校名の「昭和医療技術専門学校」に改称。

## 設置学科
- 臨床検査技師科（専門課程　昼間・3年制・男女）

### 取得資格について
- 卒業時に臨床検査技師国家試験の受験資格を取得することができる。

## 交通
- JR京浜東北線・東急池上線・東急多摩川線 蒲田駅より徒歩15分。
- 京急 京急本線 大森町駅より徒歩12分。